# 아이오이역 (기후현)
아이오이역(일본어: 相生駅)은 일본 기후현 구조시에 위치한 나가라가와 철도 에쓰미난 선의 철도역이다. 단선 승강장 1면 1선 구조를 갖춘 지상역이다.

## 이용 현황
| 승차 인원 추이 | 승차 인원 추이     |
| 연도           | 1일 평균 승차 인원 |
| -------------- | ------------------ |
| 2011           | 45                 |
| 2012           | 41                 |
| 2013           | 32                 |
| 2014           | 32                 |
| 2015           | 31                 |

## 역 주변
- 국도 제156호선
- 국도 제256호선
- 기후 현도 61호 야마토미나미 선

## 역사
- 1929년 12월 8일 : 일본국유철도 에쓰미난 선이 후카도 역과 구조하치만 역 간 개통과 동시에, 미노아이오이역으로서 개업해, 여객 및 화물 취급을 개시. 당초는 유인역이었음.
- 1974년 10월 1일 : 화물 취급을 폐지.
- 1980년 : 무인역 전환.
- 1986년 12월 11일 : 일본국유철도 에쓰미난 선이 나가라가와 철도로의 전환에 의해, 이 회사의 역이 됨. 동시에 아이오이역으로 개칭.

## 인접 역
| 나가라가와 철도 에쓰미난 선 | 나가라가와 철도 에쓰미난 선 | 나가라가와 철도 에쓰미난 선 |
| --------------------------- | --------------------------- | --------------------------- |
| 후카도 미노오타 방면        | ■ 에쓰미난 선               | 구조하치만 호쿠노 방면      |